# Ponteilla
Ponteilla (em catalão:  Pontellà) é uma comuna francesa na região administrativa da Occitânia, no departamento dos Pirenéus Orientais. Estende-se por uma área de 13.78 km², com 2.841 habitantes, segundo o censo de 2018, com uma densidade de 210 hab/km².